# Ministère de la Justice de la RDA
Le ministère de la Justice de la République démocratique allemande (RDA) (Justizministerium der Deutschen Demokratischen Republik) était le ministère chargé de la Justice et du Droit et du bon fonctionnement du système judiciaire en RDA, au sein du gouvernement de la RDA. Il est créé en 1949 et dissous à la réunification de cette dernière avec la République fédérale d'Allemagne (RFA), en 1990. Ses fonctions ont alors été reprises par le ministère fédéral de la Justice.
Le ministère est né du SMAD, l'administration militaire soviétique en Allemagne, en 1945 (Sowjetische Militäradministration in Deutschland). Le ministre était secondé par un secrétaire d'État.

## Histoire
Le premier ministre de la Justice de la RDA est Max Fechner, en 1949. La prise de contrôle de l'appareil judiciaire par le parti est déjà très avancée à cette époque. Bien que formellement garantie par la constitution de la RDA, l'indépendance de la justice n'existe pas en pratique et le système judiciaire suit la ligne du SED. Peu après, au moment de la suppression des Länder en 1953, les différents ministères régionaux de la Justice sont déclassés et leurs fonctions sont en grande partie transférées au ministère central.
Parce que, dans une interview au journal du régime Neues Deutschland datée du 30 juin 1953, Max Fechner s'oppose à des poursuites judiciaires contre les grévistes du 17 juin, il est dès lors considéré comme « ennemi de l'État et du parti », démis de ses fonctions, exclu du SED, arrêté et condamné à huit ans de prison. Sa successeure désignée le 17 juillet 1953 est Hilde Benjamin, qui tient le ministère d'une main de fer de 1953 à 1967. En matière politique, des juridictions pénales sont établies.
Avec l'adoption d'une loi le 4 avril 1963, le contrôle des tribunaux est transféré vers la Cour suprême, qui dépend elle-même du Conseil d'État. Cette réforme affaiblit considérablement l'influence du ministère de la Justice. Hilde Benjamin prend sa retraite en 1967. Ses successeurs sont des politiciens du Parti libéral-démocrate d'Allemagne. Après la chute de la RDA au début des années 1990, le ministre Kurt Wünsche organise le transfert des fonctions du désormais ancien ministère de la Justice vers le nouveau ministère fédéral de la Justice de l'Allemagne réunifiée.

## Liste des ministres
| # | Image | Nom                          | Début du mandat | Fin du mandat   | Parti       |
| - | ----- | ---------------------------- | --------------- | --------------- | ----------- |
| 1 |       | Max Fechner                  | 11 octobre 1949 | 15 juillet 1953 | SED         |
| 2 |       | Hilde Benjamin               | 15 juillet 1953 | 14 juillet 1967 | SED         |
| 3 |       | Kurt Wünsche (première fois) | 14 juillet 1967 | 16 octobre 1972 | LLPD        |
| 4 |       | Hans-Joachim Heusinger       | 16 octobre 1972 | 12 janvier 1990 | LLPD        |
| 5 |       | Kurt Wünsche (seconde fois)  | 12 janvier 1990 | 16 août 1990    | LLPD BFD    |
| 6 |       | Manfred Walther              | 16 août 1990    | 2 octobre 1990  | Indépendant |